# Souviens-toi… l'été dernier 3
Pour les articles homonymes, voir Souviens-toi (homonymie).
Série Souviens-toi… l'été dernier
Souviens-toi… l'été dernier 2
(1998) Souviens-toi… l'été dernier
(2025)
Pour plus de détails, voir Fiche technique et Distribution.
Souviens-toi… l'été dernier 3 ou Le Pacte du silence : Jusqu’à la mort au Québec (I'll Always Know What You Did Last Summer) est un film américain réalisé par Sylvain White et sorti directement en vidéo en 2006.
Il est le troisième volet de la série de films Souviens-toi… l'été dernier. L'intrigue n'a cependant aucun lien avec Souviens-toi… l'été dernier (1997) ni Souviens-toi… l'été dernier 2 (1998).

## Synopsis
En 2005, Amber Williams se rend dans une fête foraine avec son petit ami Colby Patterson et leurs amis Zoe Warner, P. J. et Roger Pack. Après une mauvaise blague de Roger, P. J. est accidentellement tué. Les quatre amis décident alors de taire ce tragique événement, au risque de voir leur amitié prendre fin.
Un an après, Amber découvre avec stupeur et tristesse que Colby ne poursuit plus ses études à la fac et préfère reprendre son travail de maître-nageur. Plus tard, Amber découvre 50 nouveaux messages laissés sur son portable. Ils disent tous « Je sais ce que tu as fait l'été dernier ». Elle rend alors visite à Zoe, avec qui elle avait coupé tout contact depuis l'accident. Zoe, qui n'a pas apprécié cet éloignement, semble s'en moquer. Le lendemain, les deux femmes partent à la recherche de Roger. Ce dernier prend peur en voyant le message et avoue qu'il n'a rien à voir avec tout ça. Même chose avec Colby qui reçoit à son tour un message inquiétant. Plus tard, Amber qui fait du VTT, s'arrête pour photographier l'orage approchant. Quand elle se retourne, elle constate que quelqu'un a bousillé les pneus de son vélo. Elle trouve refuge dans une gare de télécabine où elle trouve un technicien qui la fait descendre en plaine. Elle est attaquée dans le télécabine par le tueur au crochet.
Roger se fait poursuivre par le tueur au crochet qui finit par lui trancher la gorge. Quelques minutes plus tard, Amber, Zoé et Colby débarquent chez Roger et tombent sur son cadavre avant de se faire surprendre par le shérif adjoint Hafner. En rentrant chez elle, Amber découvre le mot "bientôt" inscrit sur son mur. 
Le trio pense que le shérif Davis, le père de PJ, est derrière tout ça et cherche à faire peur aux jeunes.
Colby se fait agresser à la piscine, Zoé se fait agresser chez elle et Lance, un ami du trio se fait taguer sa moto par un "Je sais". Le lendemain étant le 4 juillet, ils proposent de s'enfuir mais Zoé refuse et préfère jouer avec son groupe et les autres acceptent d'assister à son concert et partir ensuite.
Après la chanson de Zoé, cette dernière ainsi que Lance et Amber se font attaquer par le tueur. Zoé est séparée du reste du groupe et se fait tuer. Le shérif Davis découvre le corps de la pauvre femme et se fait tuer à son tour. Amber téléphone à Colby pour lui apprendre la terrible nouvelle quand celui-ci se fait poursuivre par le tueur qui finit par le tuer. En sortant, ils tombent sur le shérif adjoint Hafner qui leur avoue connaitre leur secret. Il leur demande de monter dans la voiture mais le corps de Zoé s'y trouve. Hafner explique que ce n'est pas lui qui a mis le corps là. Le tueur surgit derrière le policier qui le menace avec son fusil. Il lui tire dessus mais le tueur semble insensible aux balles. Ce dernier empale le policer pendant qu’Amber et Lance foncent en voiture sur lui. Il s’effondre et se relève à nouveau comme s'il était invincible.
Après un rude combat, les deux jeunes viennent à bout du tueur et le tuent.
Un an plus tard, nous retrouvons Amber qui doit s'arrêter sur le bas côté de la route car elle a un pneu crevé. Elle est seule jusqu'à ce que le tueur apparaisse derrière elle.

## Fiche technique
- Titre original : I'll Always Know What You Did Last Summer[1]
- Titre français : Souviens-toi… l'été dernier 3
- Titre québécois : Le Pacte du silence : Jusqu’à la mort
- Réalisation : Sylvain White
- Scénario : Michael D. Weiss, d'après les personnages de Lois Duncan
- Musique : Justin Caine Burnett
- Montage : David Checel
- Producteurs : Amanda Cohen, Nancy Kirhoffer, Erik Feig et Neal H. Moritz

Producteur délégué : Jefferson Richard
- Sociétés de production : Original Film, Mandalay Entertainment et Destination Films
- Distribution : Sony Pictures Home Entertainment
- Pays d'origine :  États-Unis
- Langue originale : anglais
- Format : Couleur (Deluxe) - 1.85:1 - 35 mm
- Genre : horreur type slasher
- Durée : 92 minutes
- Dates de sortie :
  - États-Unis : 22 août 2006 (directement en vidéo)
  - France et Belgique : 21 juin 2006 (directement en vidéo)
- Accord parental lors de sa sortie en France
- Interdit aux moins de 12 ans

## Distribution
- Brooke Nevin (VF : Laura Préjean) : Amber Williams
- Torrey DeVitto (VF : Véronique Desmadryl) : Zoe Warner
- David Paetkau (VF : Taric Mehani) : Colby Patterson
- Seth Packard (VF : Tony Marot) : Roger Pack
- Michael Flynn (VF : Patrice Melennec) : le shérif Paul Davis
- K.C. Clyde (VF : Anatole de Bodinat) : le shérif-adjoint John Hafner
- Clay Taylor : Paul « P. J. » Davis Jr.
- Ben Easter (VF : Xavier Béja) : Lance Jones
- Britt Leary : Kim
- Star LaPoint : Kelly
- Don Shanks : Benjamin Willis / le Pêcheur

## Production
Le projet d'un troisième film de la franchise Souviens-toi… l'été dernier est d'abord évoqué en 2000. Il doit voir les retours de Jennifer Love Hewitt, Brandy Norwood et Freddie Prinze Jr.. Cependant, le projet ne voit jamais le jour. Quelques années plus tard, un nouveau script avec de nouveaux personnages est développé. Jennifer Love Hewitt sera un temps annoncée pour un caméo, mais elle n'est finalement pas présente.
Le réalisateur français Sylvain White est appelé à la rescousse pour reprendre le film après le renvoi du réalisateur quelques semaines avant le début du tournage. 
Alessandra Torresani devait initialement incarner Zoe Warner. Elle sera finalement remplacée par Torrey DeVitto. 

## Accueil
Sur l'agrégateur de critiques américain Rotten Tomatoes, il récolte 0% d'opinions favorables pour 6 critiques et une note moyenne de 2,55⁄10.